# Monasterio de San Naum
El Monasterio de San Naum (en macedonio: Манастир „Свети Наум“) es un monasterio ortodoxo oriental en Macedonia del Norte,  recibe el nombre de la ciudad medieval de San Naum que lo fundó. Se encuentra a lo largo del lago Ohrid, a 29 kilómetros (18 millas) al sur de la ciudad de Ohrid.
La zona del lago Ohrid, incluyendo San Naum, es uno de los destinos turísticos más populares en Macedonia del Norte.
El monasterio fue fundado en el año 905 por San Naum de Ohrid mismo. San Naum también está enterrado en la iglesia.
Desde el siglo XVI una escuela griega había funcionado en el monasterio.